# قلب لوزه
قلب لوزة (به عربی: قلب لوزة) یک ویرانه در سوریه است که در شهرستان حارم واقع شده‌است.
گمانه هایی وجود دارد که معماری کلیسای نوتردام پاریس (به فرانسوی: Notre-Dame de Paris) از معماری ساختمان کلیسای این محل گرفته شده است. 

## خصوصیات
قلب لوزة ۱٬۲۹۰ نفر جمعیت دارد.